# Brussels Indoor 1990
Il Brussels Indoor 1990 è stato un torneo di tennis giocato sintetico indoor. È stata la 10ª edizione del Brussels Indoor, che fa parte della categoria Championship Series nell'ambito dell'ATP Tour 1990. Si è giocato a Bruxelles in Belgio dal 12 al 18 febbraio 1990.

## Campioni

### Singolare maschile
Boris Becker ha battuto in finale  Carl-Uwe Steeb con il punteggio di 7–5, 6–2, 6–2

### Doppio maschile
Emilio Sánchez /  Slobodan Živojinović hanno battuto in finale  Goran Ivanišević /  Balázs Taróczy con il punteggio di 7–5, 6–3